# Eublemma flammicincta
Eublemma flammicincta là một loài bướm đêm trong họ Erebidae.